# Supergirl (película de 1984)
Supergirl es una película británica de 1984 dirigida por Jeannot Szwarc y escrita por David Odell. Se basa en el personaje del mismo nombre de DC Comics siendo un spin-off de la franquicia de Superman protagonizada por Christopher Reeve. La película está protagonizada por Helen Slater como Supergirl, junto con Faye Dunaway, Mia Farrow y Peter O'Toole, con Marc McClure repitiendo su papel de Jimmy Olsen en las películas de Superman, fue el único actor que lo hizo. Supergirl fue la primera película de superhéroes en inglés que presentó a una mujer en el papel principal.
La película se estrenó en el Reino Unido el 19 de julio de 1984 y en los Estados Unidos el 21 de noviembre de 1984, pero no impresionó a los críticos y al público por igual. Dunaway y O'Toole tuvieron candidaturas a los Premios Golden Raspberry, conocidos popularmente como Premios Razzie, a peor actriz y peor actor, respectivamente. Sin embargo, Slater fue candidata para un Premio Saturno a la Mejor Actriz. El fracaso de la película llevó finalmente a los productores Alexander e Ilya Salkind a vender los derechos cinematográficos de Superman a The Cannon Group, Inc. en 1986.
Su primer lanzamiento en DVD fue a cargo de la compañía de vídeo doméstico independiente Anchor Bay Entertainment en 2000, bajo licencia del entonces titular de los derechos StudioCanal. Warner Bros. Pictures adquirió los derechos de la película y la reeditó en DVD a finales de 2006 para coincidir con el estreno de Superman Returns. Aunque es canon con las películas de Superman de Christopher Reeve, no está incluida en ninguna de las cajas de DVD o Blu-ray de Superman de Warner Bros.

## Reparto
- Helen Slater: Kara Zor-El / Linda Lee / Supergirl.[13]
- Faye Dunaway: Selena.
- Peter O'Toole: Zaltar.
- Hart Bochner: Ethan.
- Mia Farrow: Alura In-Ze.
- Brenda Vaccaro: Bianca.
- Peter Cook: Nigel.
- Simon Ward: Zor-El.
- Marc McClure: Jimmy Olsen.
- Maureen Teefy: Lucy Lane.
- David Healy: el Sr. Danvers
- Sandra Dickinson: una mujer joven y guapa.
- Matt Frewer: el conductor del camión ('Eddie').
- Kelly Hunter: un habitante de Argo.